# سان ویلج (کالیفرنیا)
سان ویلج (به انگلیسی: Sun Village) یک منطقهٔ مسکونی در ایالات متحده آمریکا است که در شهرستان لس‌آنجلس، کالیفرنیا واقع شده‌است. سان ویلج ۱۶٫۶۷۷ کیلومتر مربع مساحت و ۱۱٬۵۶۵ نفر جمعیت دارد و ۸۲۹٫۹۸ متر بالاتر از سطح دریا واقع شده‌است.